# Amigos de la Tierra
Amigos de la Tierra España (parte de la asociación internacional Friends of the Earth International) es una ONG ecologista española fundada en 1979. La organización madre, con más de un millón de socios en 70 países de los cinco continentes, es una de las redes ecologistas más extensas del mundo.
Su trabajo se materializa en diferentes campañas y proyectos que tienen como fin aportar soluciones prácticas y participativas a grandes problemas que afectan al medio ambiente, así como contribuir a avanzar hacia una sociedad más sostenible. Para ello emplea la difusión de información, la educación ambiental y la presión política. En la actualidad su labor se centra básicamente en cinco áreas: cambio climático y energía, agricultura y alimentación, residuos y recursos naturales, justicia económica y cooperación.

## Cambio climático y energía

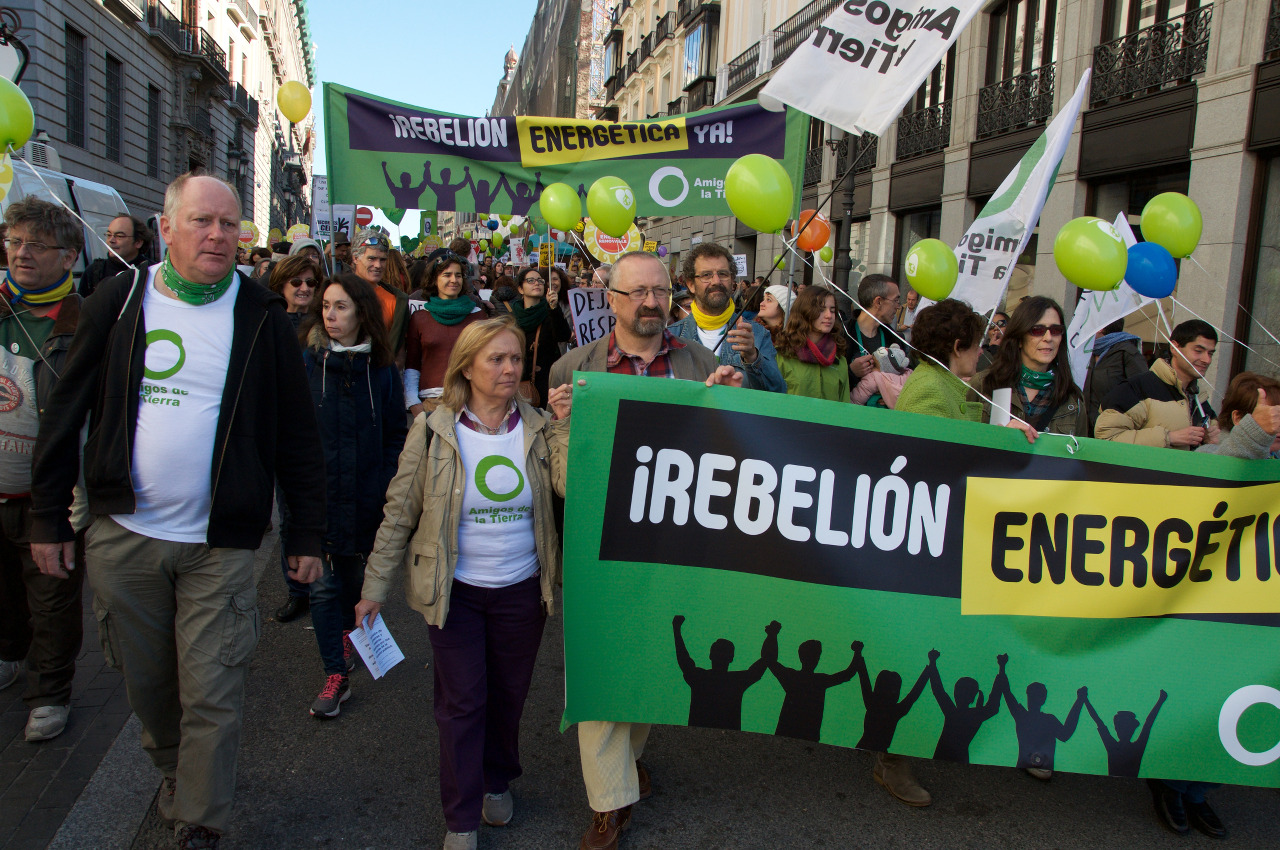
Marcha Mundial por el Clima, Madrid, 29 de febrero de 2015

El cambio climático es el problema ambiental más grave al que se enfrenta la humanidad. Lo provoca el hecho de que el ritmo de emisiones de gases de efecto invernadero es muy superior a la capacidad de los ecosistemas para absorberlas. El principal gas de efecto invernadero resultante de las actividades humanas es el CO2, que llega a la atmósfera tras la quema o escape de combustibles fósiles (carbón, petróleo y gas natural), la deforestación y los cambios de uso de la tierra.
Los principales causantes del calentamiento global son los países industrializados, cuyas emisiones son muy superiores a las de los países pobres. El Protocolo de Kioto, que entró en vigor en 2005, establece límites sobre las emisiones de gases de efecto invernadero de países altamente industrializados, como España. Entre todos tienen el compromiso de reducir sus emisiones un 5,2% entre 2008 y 2012 respecto a las de 1990. Las emisiones en España, cuarto mayor emisor de la UE, han aumentado en exceso desde 1990.
Por otro lado, la energía nuclear es, en la opinión del grupo, un peligro innecesario (como ha quedado demostrado en Fukushima y en otros lugares), que empeora el problema del cambio climático, ya que la energía nuclear no es segura, ni barata, ni necesaria. Amigos de la Tierra rechaza el uso de la energía nuclear en todo el mundo. la reducción del consumo energético y la sustitución progresiva de las energías sucias por las renovables posibilitan la rápida desaparición de la energía nuclear de la oferta energética (que ya no necesita ser un mix energético) europea, antes de 2050.

## Recursos naturales y residuos
En la actualidad se están extrayendo 60.000 millones de toneladas de materias primas al año, y las estimaciones para 2030 apuntan a 100.000 millones de toneladas. Además, el consumo de recursos naturales no es equitativo, el Norte global consume diez veces más que el Sur, siendo Europa el principal importador con 3 toneladas per cápita al año.
Estos recursos naturales, con graves impactos en su extracción, manufacturación y transporte, acaban su vida útil y se transforman en residuos en un periodo de tiempo muy corto. En su etapa como residuos tienen una gran probabilidad (en España casi el 70%) de terminar en una incineradora o en un vertedero.
La organización propone: Legislaciones y estrategias políticas que modifiquen el actual modelo productivo y comercial para limitar el expolio de recursos naturales: la fabricación de productos duraderos susceptibles de ser reciclados, sistemas de gestión de residuos basados en la reutilización y el reciclaje, la prohibición de la obsolescencia programada y percibida, así como alargar las garantías de los productos. Y medidas como el Retorno de envases, compostaje, eliminación de las bolsas y envases de plástico de un solo uso o la separación en origen de los residuos.

## Agricultura y alimentación
El modelo actual de producción y distribución de alimentos tiene graves impactos en la vida de la gente y en nuestro entorno. Abuso de pesticidas y fertilizantes químicos, monocultivos, deforestación, acaparamiento de tierras o despoblación de las zonas rurales, son solo algunos de los problemas que nos afectan de manera decisiva.
Este modelo industrial no solo amenaza la agricultura local y a pequeña escala, sino la alimentación mundial. No es la falta de alimentos la causa del hambre, sino un reparto desigual de los recursos agrarios y alimentarios. La expansión de la agricultura industrial, en manos de unas pocas empresas, es uno de los detonantes de esta situación. El gran negocio de la alimentación ha expulsado de sus tierras a parte de la población mundial, compromete la biodiversidad agraria y ganadera y acapara buena parte de los suelos fértiles y el agua del mundo.
La organización defiende la soberanía alimentaria para abordar los problemas de alimentación y agricultura. Se trata del derecho de los pueblos a definir y controlar sus sistemas alimentarios y de producción de alimentos tanto a nivel local como nacional, de forma equitativa, soberana y respetuosa con el medio ambiente. La soberanía alimentaria es también el derecho de los pueblos a alimentos suficientes, nutritivos, saludables, producidos de forma ecológica y culturalmente adaptados.

## Justicia económica
Vivimos en un planeta finito, donde nuestros recursos naturales marcan nuestro sustento de vida. Sin embargo pocas veces nos paramos a pensar en los límites de nuestro planeta, en gran parte por un modelo económico que opera como si no existiesen, promocionando un crecimiento sin fin y un consumo desbocado, como si contásemos con recursos ilimitados. El modelo actual no entiende de personas, no entiende de medio ambiente, solo entiende de beneficios para unos pocos, desvinculando el modelo económico de los impactos sociales y ambientales que ocasiona su propia maquinaria. La economía impacta irremediablemente sobre la gente y sobre sus modos de vida, y es impensable trazar una franja entre economía y sociedad.
Uno de los actores fundamentales de esta situación es el conjunto de empresas cuyo negocio es precisamente la extracción y explotación de todo tipo de recursos naturales. Con la creciente escasez y a la vez mayor demanda de minerales y combustibles fósiles y, por otra parte, la cada vez más exacerbada competición por el uso del suelo y del agua, las empresas buscan nuevas oportunidades, entrando en conflicto con los intereses de las comunidades locales.

## Cooperación
Las tres cuartas partes de la población más pobre del mundo viven en el medio rural y dependen directamente de la biodiversidad natural y agrícola para su alimentación, su salud y la obtención de sus ingresos económicos. Por eso les perjudica enormemente la pérdida de biodiversidad, - incluidas las variedades autóctonas de cultivos-, provocada por la tala de bosques, los daños causados a los humedales y los cambios en los patrones climáticos regionales y globales.
Existe una relación directa entre los problemas ambientales y la pobreza: en los sitios más degradados ambientalmente también se dan situaciones de alta vulnerabilidad social. Igualmente, en sitios de una gran riqueza en biodiversidad, suelen encontrarse comunidades sin las mínimas capacidades de usar racionalmente y proteger los bienes y servicios ambientales que proveen los ecosistemas. La cumbre del Milenio de Naciones Unidas reconoció en el año 2000 que la pobreza y la degradación ambiental figuran entre los mayores problemas a los que se enfrenta la humanidad en el siglo XXI.
De allí la importancia que reviste para Amigos de la Tierra la contribución a reducir la deuda ecológica que los países desarrollados han contraído con los países del sur. Por lo tanto entendemos la cooperación, como una serie de acciones necesarias para fortalecer a las comunidades más vulnerables de los países del sur. Apoyamos el desarrollo local, que fortalezca a las organizaciones comunitarias en sus capacidades de gestión ambiental, conservación integral de áreas protegidas, la participación de la persona campesina en el desarrollo de productos ecoturísticos y agrícolas novedosos y el empoderamiento local para fomentar una participación efectiva de las comunidades, en la toma de decisiones sobre el uso de sus territorios.
Los proyectos que amigos de la Tierra desarrolla en Nicaragua, El Salvador y Honduras, aportan soluciones prácticas a problemas ambientales. Contribuimos a una gestión participativa de áreas protegidas, la conservación de humedales, la prevención de incendios forestales, el impulso al ecoturismo, reforestaciones compatibles con la producción de leña y carbón vegetal, el cultivo ecológico de café, cacao y hortalizas, prácticas agropecuarias sostenibles y la educación ambiental en escuelas rurales.

## Grupos locales
Nuestros antiguos grupos locales y regionales son fundamentales para el desempeño de nuestra labor y el cumplimiento de nuestra misión ya que su implicación en campañas nacionales e internacionales, sus actividades en torno a temas locales y la oportunidad de participación que brindan a socios y voluntarios les convierte en pieza clave de Amigos de la Tierra. La diversidad y pluralidad aportada por los grupos locales, que se complementan y enriquecen entre sí, es una de las facetas más importantes de nuestra asociación.
Además de su implicación en los temas principales de Amigos de la Tierra, los grupos locales tratan temas tan diversos como la movilidad y nuevas infraestructuras, el agua, el consumo responsable, los espacios naturales o la destrucción forestal, todos ligados a sus realidades locales y regionales.
La concienciación y educación ciudadana, la denuncia y la presión política, las acciones creativas, reivindicativas y participativas, así como la propuesta de alternativas y las experiencias demostrativas son métodos a través de los cuales desempeñan un papel en el entorno en el que se mueven.
Los grupos locales, repartidos en las comunidades autónomas de Andalucía, Aragón, Galicia, Islas Baleares, La Rioja y Madrid, son un punto importante de promoción del voluntariado como forma de participación y transformación social.
Actualmente existen siete grupos locales de Amigos de la Tierra en España: Amigos de la Tierra en Galicia, Amigos de la Tierra Andalucía, Amigos de la Tierra Aragón, Amigos de la Tierra Ibiza y Amigos de la Tierra Mallorca, Amigos de la Tierra La Rioja y Amigos de la Tierra Madrid.

## Publicaciones
- [Atlas de la carne]